# Kościół św. Stanisława Kostki w Lublińcu
Kościół św. Stanisława Kostki w Lublińcu – jeden z największych kościołów w mieście, tuż obok niego znajduje się klasztor Ojców Oblatów, w którym do lat 50. XX w. istniało Niższe Seminarium Duchowne.

## Położenie
Kościół leży w parku klasztornym w którym znajduje się także grota Matki Boskiej Fatimskiej. Kościół składa się z dwóch części, górnej i dolnej, w części górnej znajduje się kościół główny natomiast w części dolnej kaplica Matki Boskiej Fatimskiej. Przy świątyni znajduje się również Zespół Szkół im. św. Edyty Stein.

## Historia i wyposażenie kościoła
23 lutego 1922 r. Zgromadzenie Misjonarzy Oblatów Maryi Niepokalanej zakupiło z przeznaczeniem na Niższe Seminarium Duchowne były Zakład Wychowawczy im. Grottowskiego w Lublińcu. W 1925 r. rozpoczęto prace nad powiększaniem domu, który rozbudowano o dwa skrzydła. We wrześniu 1928 r. ukończono skrzydło zachodnie, a w 1930 r. wschodnie. W latach 1928–1931 wybudowano (w ramach skrzydła wschodniego) kościół św. Stanisława Kostki, służący przede wszystkim jako kaplica Niższego Seminarium Duchownego, którą poświęcił bp Stanisław Gall z Warszawy. Od 1956 r. kaplica nosi wezwanie Matki Bożej Fatimskiej. Na skutek rozwoju miasta kościół pw. św. Stanisława Kostki stał się w 1939 r. samodzielną placówką duszpasterską. Dekretem z dnia 21 listopada 1941 r., podpisanym przez Wikariusza Generalnego Kurii Biskupiej w Katowicach, ks. Strzyża, została utworzona „Kuracja parafialna Oblatów” przy kaplicy pw. św. Stanisława Kostki w Lublińcu. Stan ten został potwierdzony w 1985 r. przez bpa Herberta Bednorza.
Rok 1992 był szczególnym w dziejach parafii. 20 września uroczyście obchodzono 50 rocznicę utworzenia parafii św. Stanisława Kostki i 70 rocznicę pobytu Ojców Oblatów w Lublińcu, a 14 listopada tegoż roku, biskup gliwicki Jan Wieczorek konsekrował w Solarni nowy kościół filialny. W konsekrowanym ołtarzu złożono relikwie św. Męczenników Rzymskich. W latach 1999–2000 dobudowano do kościoła parafialnego wieżę.

## Organy
Organy wybudowała firma Gebrüder Walter ok. 1890 roku. Są one przeniesione z kościoła ewangelickiego w Kopanicy w latach 50. XX wieku. Na chórze znajdują się dwie symetryczne szafy organowe, lecz tylko w jednej (lewej) znajduje się zespół brzmieniowy.
Dyspozycja instrumentu:
| Manuał I             | Manuał II             | Pedał             |
| -------------------- | --------------------- | ----------------- |
| 1. Bordun 16'        | 1. Lieblich Gedact 8' | 1. Subbaß 16'     |
| 2. Principal 8'      | 2. Salicet 8'         | 2. Violoncello 8' |
| 3. Hohlflaut 8'      | 3. Rohrflaut 4'       |                   |
| 4. Gamba 8'          |                       |                   |
| 5. Octave 4'         |                       |                   |
| 6. Super octav 2'    |                       |                   |
| 7. Progressio 3 fach |                       |                   |

## Galeria

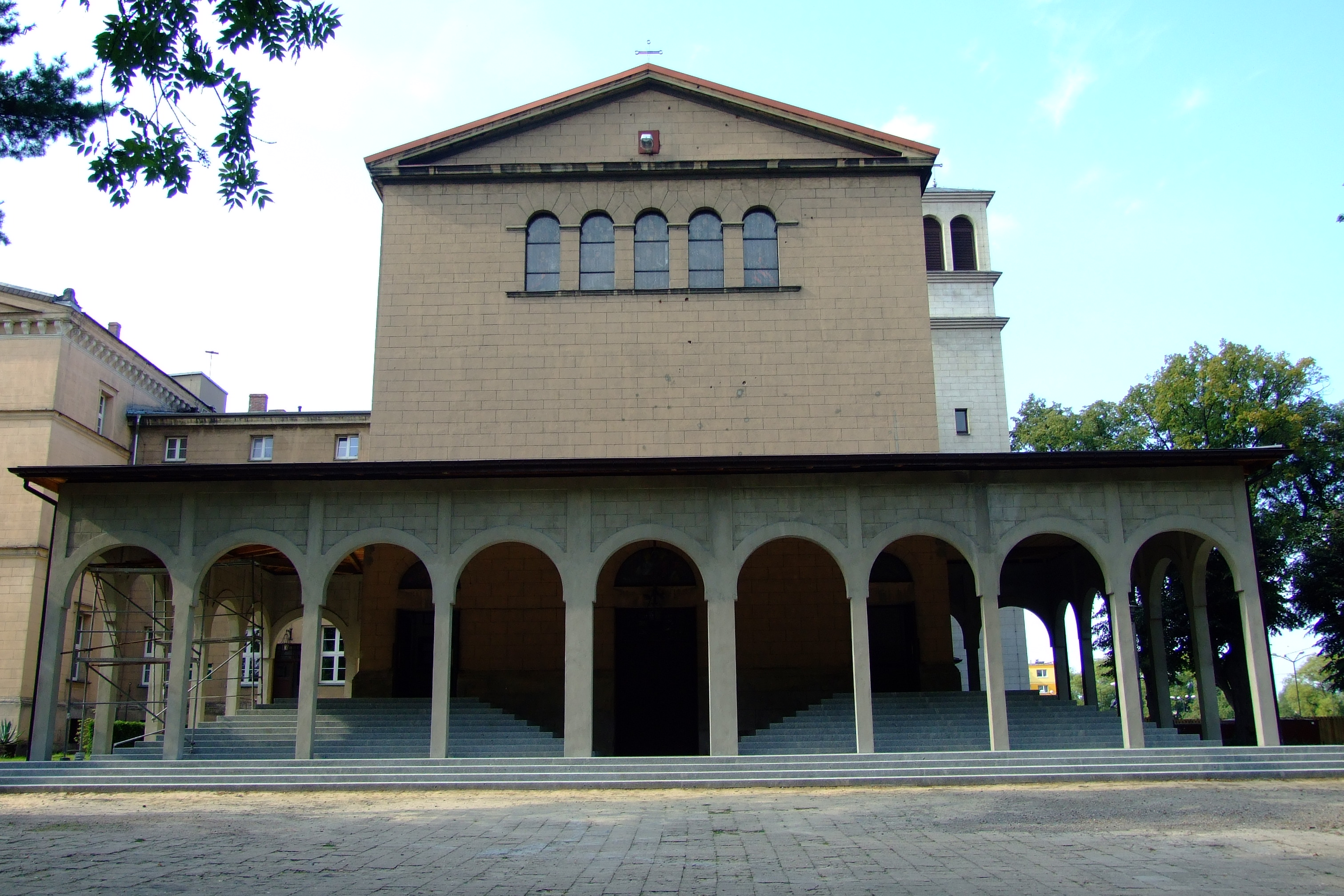
Fasada kościoła
Wnętrze kościoła
Dzwony kościelne
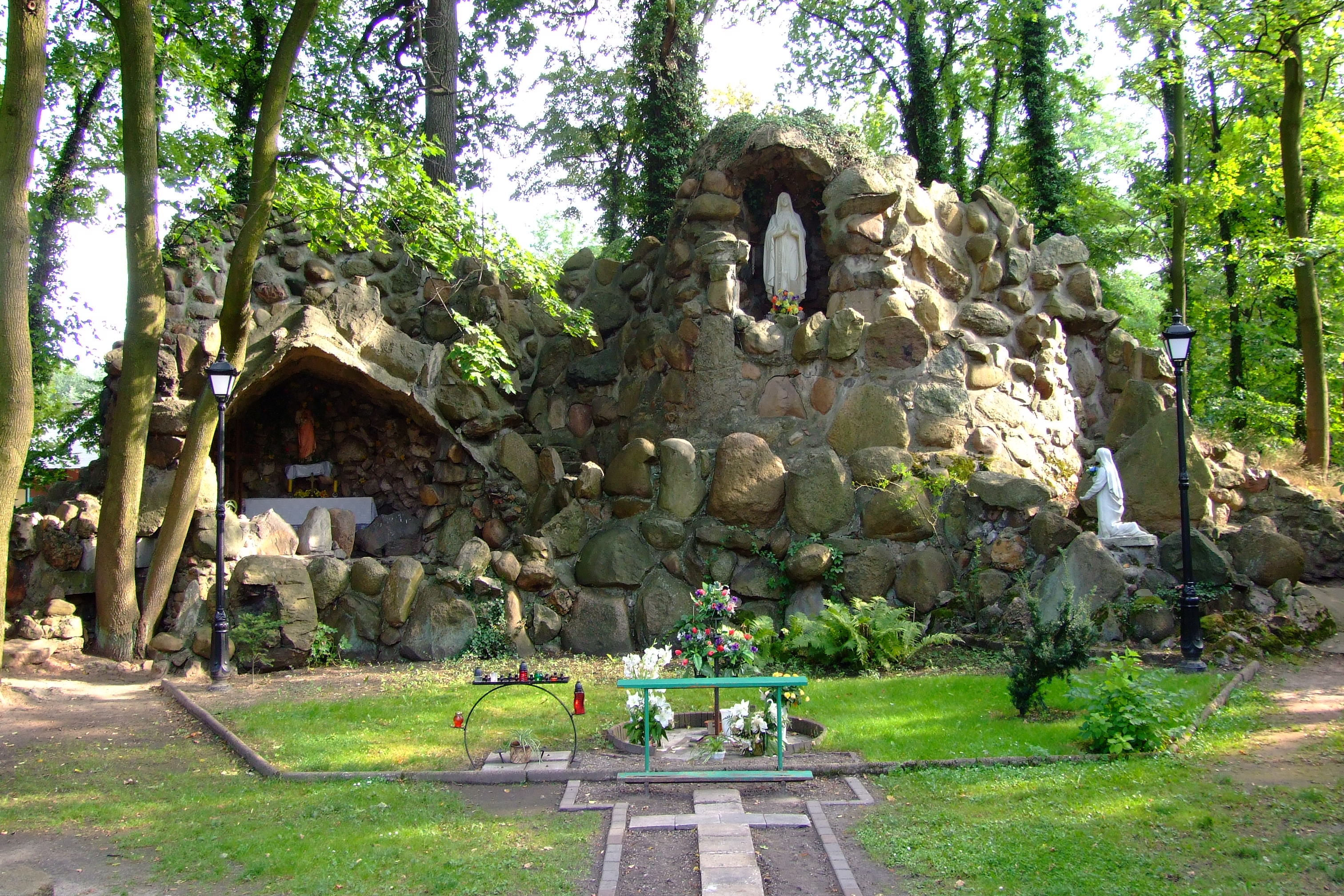
Grota Matki Boskiej z Lourdes